# Deportivo Ñublense
Deportivo Ñublense S.A.D.P ist ein chilenischer Fußballverein aus Chillán. Der 1916 gegründete Verein, der bis heute noch nie chilenischer Fußballmeister wurde, spielt derzeit in der ersten chilenischen Liga und trägt seine Heimspiele im Estadio Nelson Oyarzún aus, das Platz bietet für 12.000 Zuschauer.

## Geschichte
Der Verein Deportivo Ñublense S.A.D.P wurde am 20. August 1916 in der Stadt Chillán, mit heutzutage etwas mehr als 160.000 Einwohnern in der Región del Biobío im zentralen Chile gelegen, gegründet. Als Heimstätte diente dem Verein in den Anfangstagen ein Sportplatz der Stadt, erst 1961 wurde mit dem Estadio Nelson Oyarzún ein richtiges Stadion für die Mannschaft erbaut. Es ist benannt nach Nelson Oyarzún, einem früheren, im Verein sehr populären Trainer. Seit einer Renovierung im Jahre 2008 bietet das nach modernen Maßstäben umgebaute Stadion Platz für 12.000 Zuschauer.
Deportivo Ñublense kann bisher in seiner Geschichte nur eine Handvoll Spielzeiten in der höchsten chilenischen Fußballliga, der Primera División, vorweisen. Nach vielen Jahren im regionalen Fußball gelang erst Anfang der 1960er-Jahre der erstmalige Sprung in den professionellen Fußball, als man sein Debüt in der Primera División B, Chiles zweiter Liga gab. In der zweithöchsten Spielklasse des schmalen Landes fand man Deportivo Ñublense nun bis 1976, ehe man diese auf dem ersten Platz mit einem Punkt vor Mitaufsteiger O’Higgins Rancagua beendete und somit zum ersten Mal in der Vereinsgeschichte den Sprung in die Primera División schaffte. Dort konnte sich Deportivo Ñublense als Dreizehnter den Klassenerhalt sichern. Auch im Folgejahr gelang dem Erstliganeuling mit Platz fünfzehn der Klassenerhalt, auch wenn dieser diesmal viel glücklicher zustande kam. Nach Ende der regulären Saison musste man Playout-Spiele gegen den Abstieg absolvieren, gewann diese aber gegen Coquimbo Unido und hielt sich somit in der ersten Liga. 1979 war es dann allerdings so weit, Deportivo Ñublense musste nach drei Jahren Erstklassigkeit wieder den Gang zurück in die Primera División B antreten. Zuvor war man in der Erstligasaison 1979 Letzter geworden mit gerade einmal neunzehn Punkten aus 34 Spielen. Als Absteiger wurde man Zweiter der Zweitligasaison 1980, einzig hinter San Luis de Quillota und schaffte die direkte Rückkehr in die höchste Etage des chilenischen Fußballs. Dort ereilte Deportivo Ñublense in der Saison 1981 jedoch mit Platz 16 und gerade einmal zehn erreichten Zählern der direkte Wiederabstieg.
Nach dem Abstieg aus der Primera División 1981 wurde Deportivo Ñublense in der Folge bis in die Tercera División, Chiles dritte Liga durchgereicht und verbrachte die nächsten zwei Jahrzehnte im ständigen Pendelbetrieb zwischen der zweiten und der dritten Liga. Erst Anfang der 2000er-Jahre konnte sich der Verein wieder in den oberen Bereichen der Primera División B etablieren und schaffte zur Saison 2007 sogar die Rückkehr in die Primera División. In dieser beendete man seine erste Spielzeit seit 1981 auf einem überraschend starken siebten Platz, was den mehr als sicheren Klassenerhalt bedeutete. Dieser siebte Platz ist bis heute die beste Platzierung von Deportivo Ñublense in der höchsten chilenischen Fußballliga. Der Verein spielt nun bereits seit 2007 in der Primera División und hat sich in dieser zum ersten Mal in der Vereinsgeschichte richtig etabliert. In der Saison 2008 hatte Ñublense auch seine erste internationale Teilnahme überhaupt, als man als Vertreter Chiles an der Copa Sudamericana teilnahm. Hier kam das Aus allerdings bereits in der zweiten Runde gegen Sport Áncash aus Peru.

## Erfolge
- Primera División B: 2× (1976, 2020)

- Copa Apertura Segunda División: 1× (1971)

- Tercera División: 3× (1986, 1992, 2004)

## Bekannte Spieler
- José Borello, 1962 bis 1964 zum Ende seiner Spielerkarriere hin bei Ñublense, zuvor unter anderem im Trikot von Club Olimpo, Estudiantes de La Plata und den Boca Juniors
- Mario Cáceres, langjähriger Spieler von CSD Colo-Colo Santiago, Unión Española und des FC St. Gallen, sowie kurz bei Sporting Lissabon, aus der Jugendakademie von Ñublense
- Humberto Carlos Cruz Silva, Mitglied der ersten Aufstiegsmannschaft von Ñublense 1976, spielte vorher bei Santiago Morning sowie Colo-Colo und nahm an den Weltmeisterschaften 1962 und 1966 teil
- Germán Hornos, siebenfacher Nationalspieler Uruguays, auf Vereinsebene unter anderem für den FC Sevilla und Real Valladolid aktiv, 2011 kurz bei Ñublense
- Cristóbal Jorquera, 2007 von Colo-Colo Santiago für kurze Zeit an Deportivo Ñublense ausgeliehen, derzeit beim CFC Genua unter Vertrag und von dort an Eskişehirspor verliehen
- Sebastián Miranda, gegenwärtig bei Columbus Crew in den USA aktiv, 1999 bis 2000 von Unión Española an Ñublense ausgeliehen, später beispielsweise noch bei RB Salzburg
- Mario Osbén, chilenischer Teilnehmer an der Weltmeisterschaft 1982, auf Vereinsebene für Unión Española, Colo-Colo und Cobreloa aktiv, 1971 bei Ñublense
- Humberto Suazo, derzeitiger chilenischer Nationalspieler und bei CF Monterrey in Mexiko unter Vertrag, 2000 bis 2001 von Universidad Católica nach Chillán ausgeliehen